# Vladimir Smirnov (Radsportler)
Vladimir Smirnov (* 13. April 1978 in Klaipėda) ist ein ehemaliger litauischer Radrennfahrer russischer Herkunft.

## Karriere
Vladimir Smirnov begann seine Karriere als Radprofi 1999 bei der belgischen Mannschaft Palmans-Ideal. Zuvor hatte er durch einen Etappenerfolg bei der Rhodos-Rundfahrt 1998 auf sich aufmerksam gemacht. In seinem zweiten Jahr dort  wurde er litauischer Meister im Straßenrennen. Im nächsten Jahr wechselte er zum polnischen Team CCC Mat, wo er mit dem Gran Premio Nobili Rubinetterie einen weiteren Sieg erringen konnte. Nach mehreren Jahren Unterbrechung kehrte er 2007 mit dem Continental Team Cinelli-Endeka-OPD noch einmal in ein professionelles Radsportteam zurück. Seit 2008 wird Smirnov nicht mehr in den Ergebnislisten der UCI geführt.

## Erfolge
1998
- eine Etappe Rhodos-Rundfahrt

2000
- Litauischer Meister – Straßenrennen

2001
- Gran Premio Nobili Rubinetterie

2002
- Nachwuchswertung Tour of Qatar

## Teams
- 1999 Palmans-Ideal
- 2000 Palmans-Ideal
- 2001 CCC Mat
- 2002 Colpack-Astro
- 2007 Cinelli-Endeka-OPD